# Манес, Йозеф
Йо́зеф Ма́нес (чеш. Josef Mánes; 12 мая 1820, Прага, — 9 декабря 1871, Прага) — чешский художник, представитель романтического течения в живописи.

## Жизнь и творчество

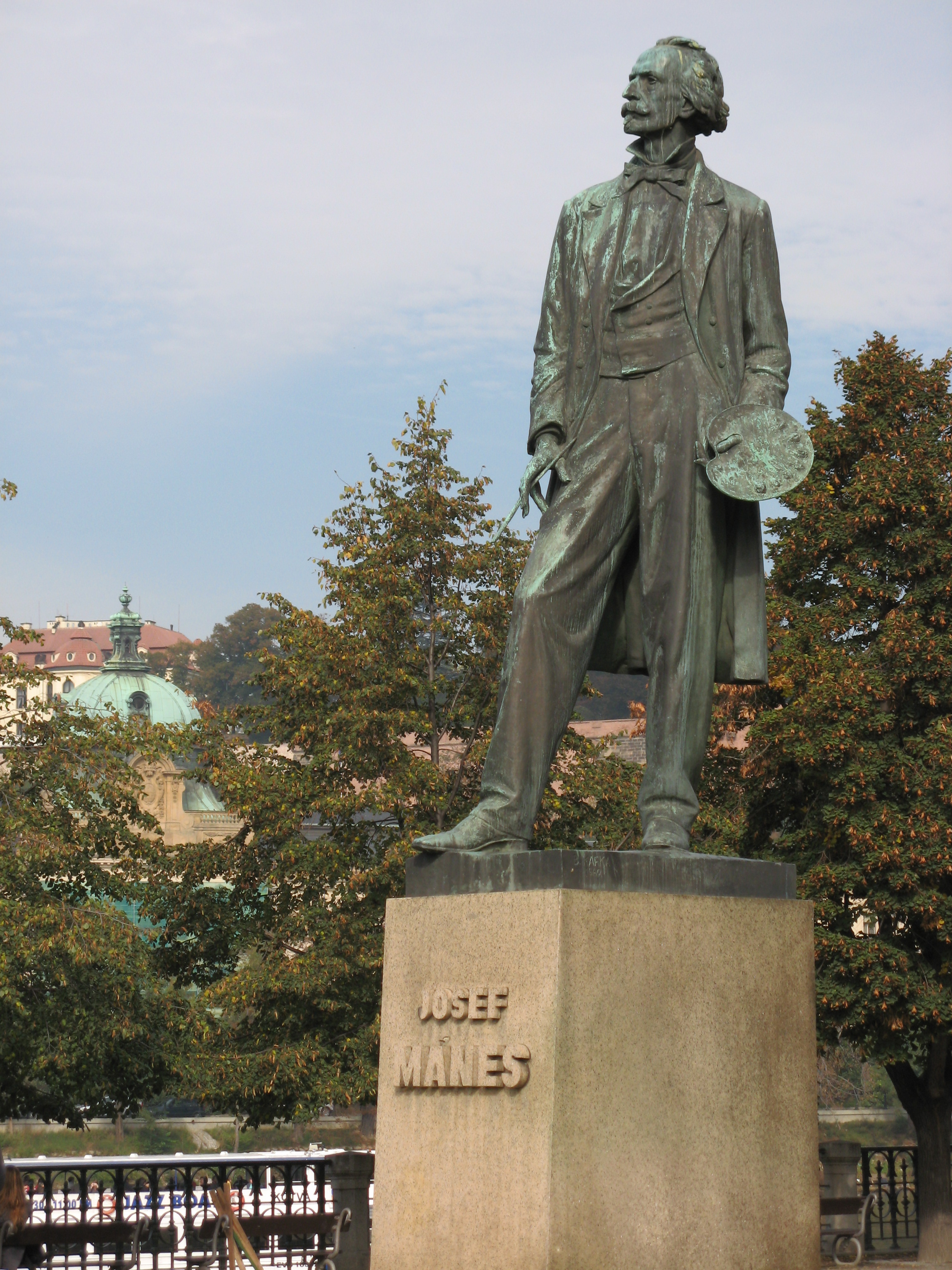
Памятник Йозефу Манесу в Праге. Скульптор Б. Кафка

Йозеф Манес родился в известной семье художников. Живописцами были его отец Антонин Манес, брат Гвидо Манес и сестра Амалия Манесова; дядя художника, Венцель Манес, был директором пражской Художественной академии. Первые уроки живописи Йозеф брал у своего отца. С 1835 по 1844 год он учится в пражской Художественной академии, под руководством профессоров Франтишека Ткадлика и Христиана Рубена. Затем уезжает на два года для продолжения образования в Мюнхен. 
После возвращения из Германии Й. Манес около 20 лет живёт в имении графа Фридриха (Бедржиха) Сильфа-Тарука, в его замке в Чехах-под-Косыржем, откуда совершает поездки по Моравии, Словакии и Польше. С тремя братьями — представителями этого аристократического семейства Й. Манес познакомился и подружился в Праге, где они учились живописи у его отца, профессора Пражской художественной академии. Йозефа неоднократно приглашали в графское имение. Бедржих (Фридрих) Сильва–Тарука поддерживал друга также финансово — заказывал ему картины и исправно платил живописцу за созданные полотна.
Йозеф Манес принимал активное участие в культурной жизни своей страны. Он был членом Творческого союза (Umělecká beseda), автором формы и флагов для различных общественно-патриотических организаций Чехии. В 1857 году он совершает поездку в Россию, а в 1860 году — в Италию, где, как надеялись близкие, он сможет укрепить здоровье. Однако надежды не оправдались: сестра Амелия, которая вскоре приехала за братом в Рим, чтобы забрать домой, нашла его во власти душевной болезни.
Й. Манес считается одним из крупнейших чешских национальных художников XIX века. В его богатом творческом наследии — пейзажи, портреты, исторические полотна, жанровые сцены, натюрморты с изображением цветов и растений. Известны его произведения, посвящённые деревенской жизни, в том числе росписи (1865—1866) календарного циферблата Пражского орлоя — старинных часов-курантов на башне Староместской ратуши на Староместской площади. Там на дюжине круглых медальонов «12 месяцев» изображены сцены чешской сельской жизни в средневековье.
Творчество Й. Манеса и его значение осталось во многом непонятым  современниками. Однако потомки оценили его произведения и талант.
В 1887 году имя Й. Манеса было присвоено Союзу чешских художников (Spolek výtvarných umělců Mánes). В его честь назван также один из центральных пражских мостов через Влтаву — Манесов мост (Mánesův most), в начале которого установлен памятник живописцу. По мотивам работ Манеса выпущены многочисленные почтовые марки Чехословакии.

## Личная жизнь
В возрасте двадцати семи лет имел интимные отношения с Франтишкой Штёвичковой, которая работала у Манеса служанкой. В 1850 году Франтишка забеременела, но под сильным давлением семьи ему пришлось отказаться от отношений. Старшая сестра Йозефа Амалия, которая финансово содержала обоих своих братьев, уволила со службы беременную девушку, которая родила дочь Жозефину в 1850 году и впоследствии воспитывала ее одна.
Йозеф не был женат и официальных наследников не оставил. Внебрачная дочь Жозефина присутствовала на его похоронах.

## Галерея

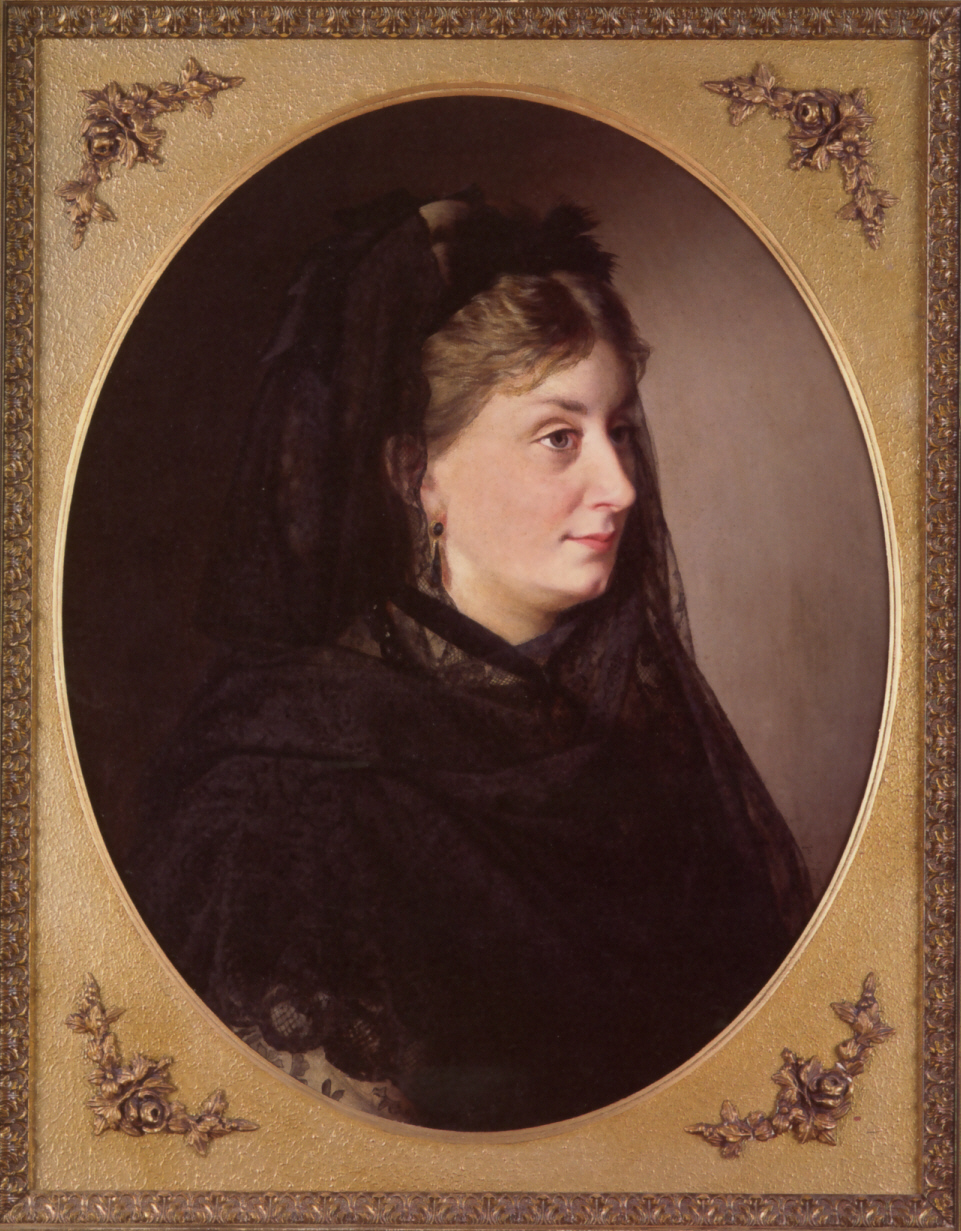
Портрет незнакомки
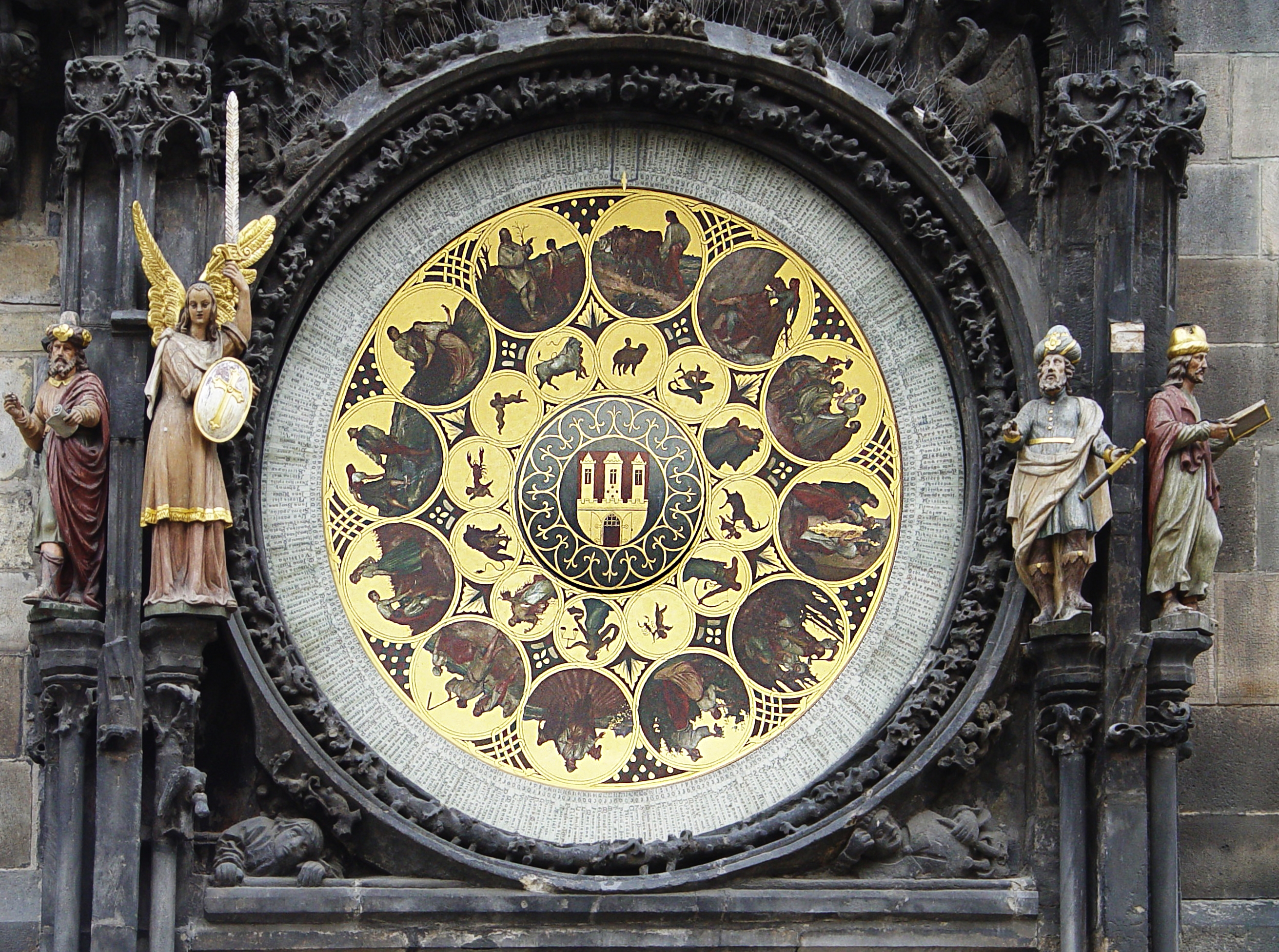
Пражский орлой (куранты на стене башни Староместской ратуши)
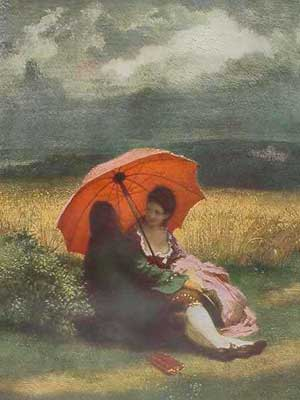
Влюблённые
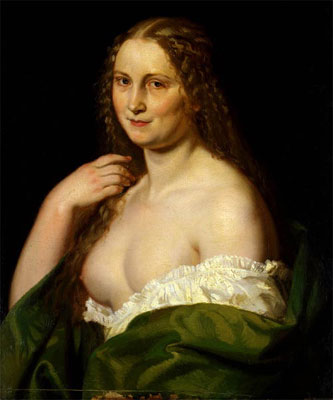
Жозефина
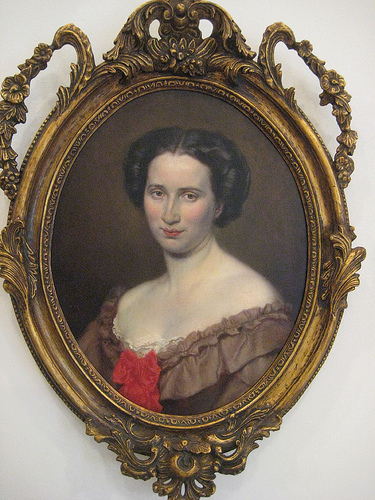
Портрет Луизы Бельской (1857)
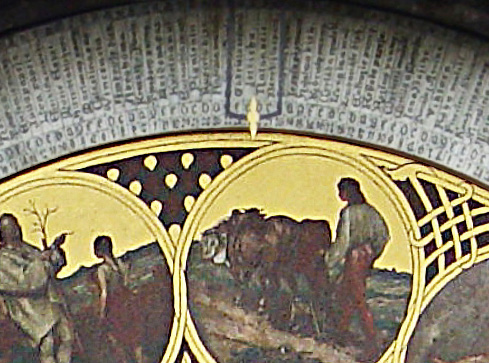
Месячные работы (с календарного циферблата орлоя)
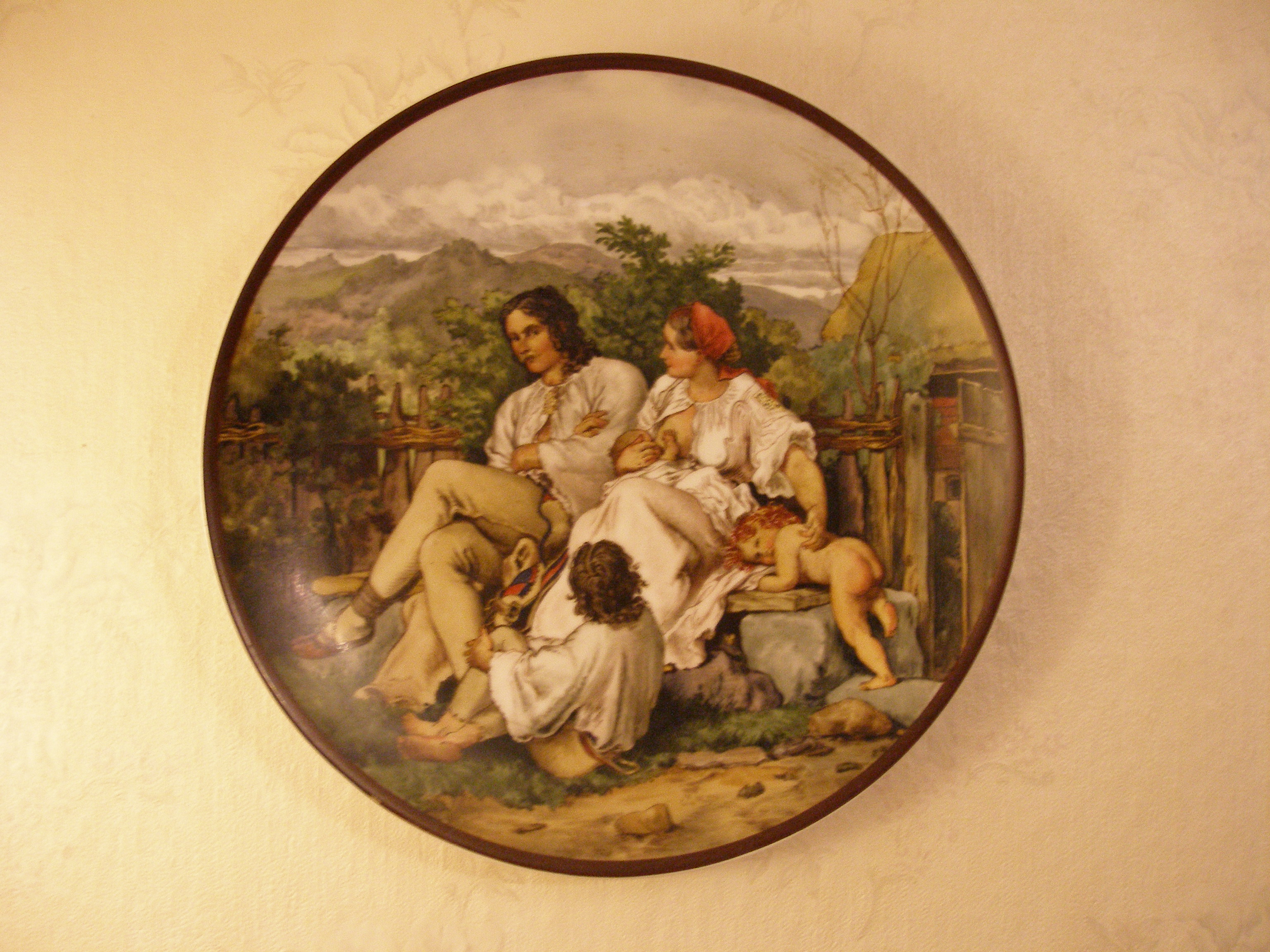
Словацкая семья (керамика)
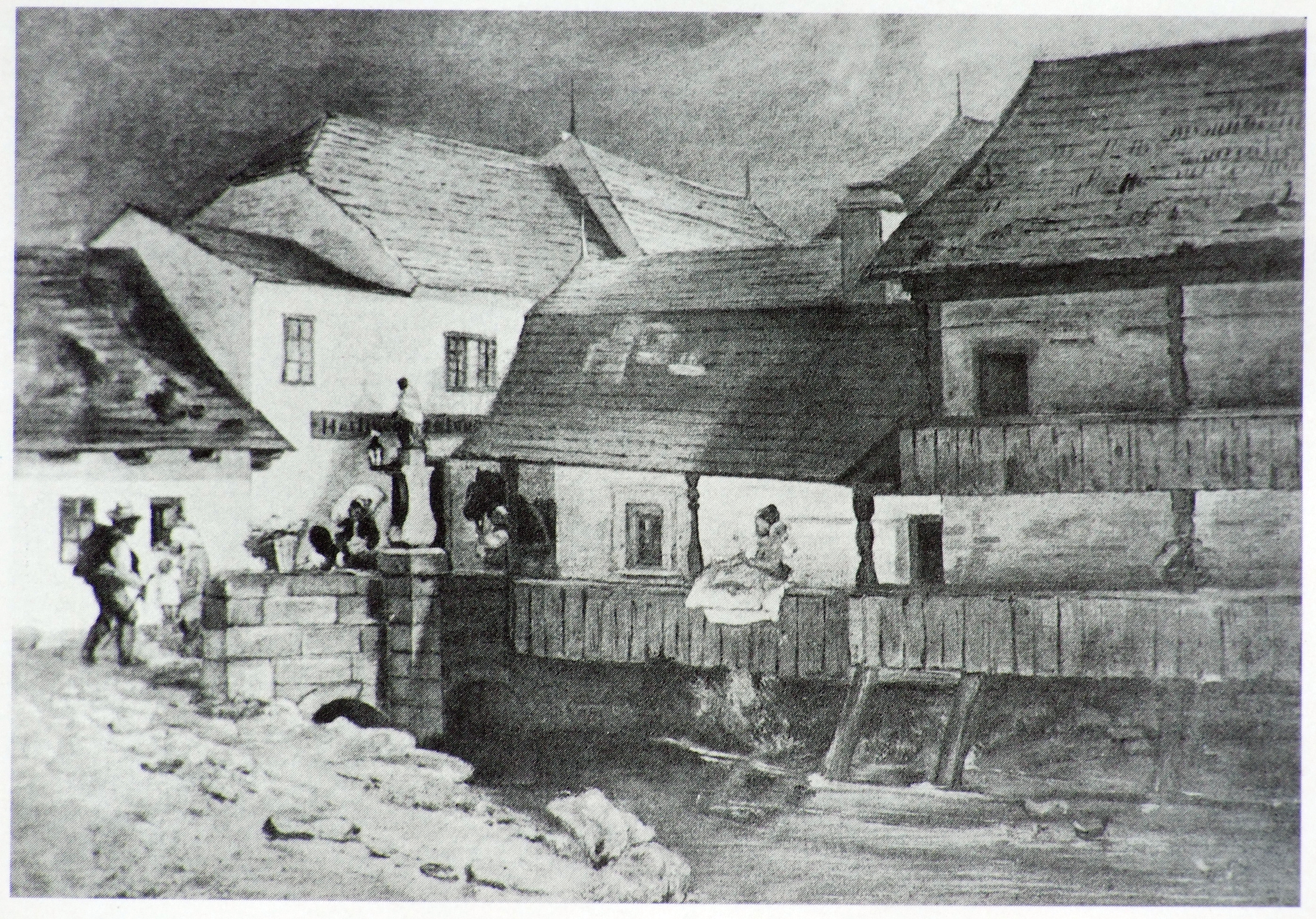
Горное селение
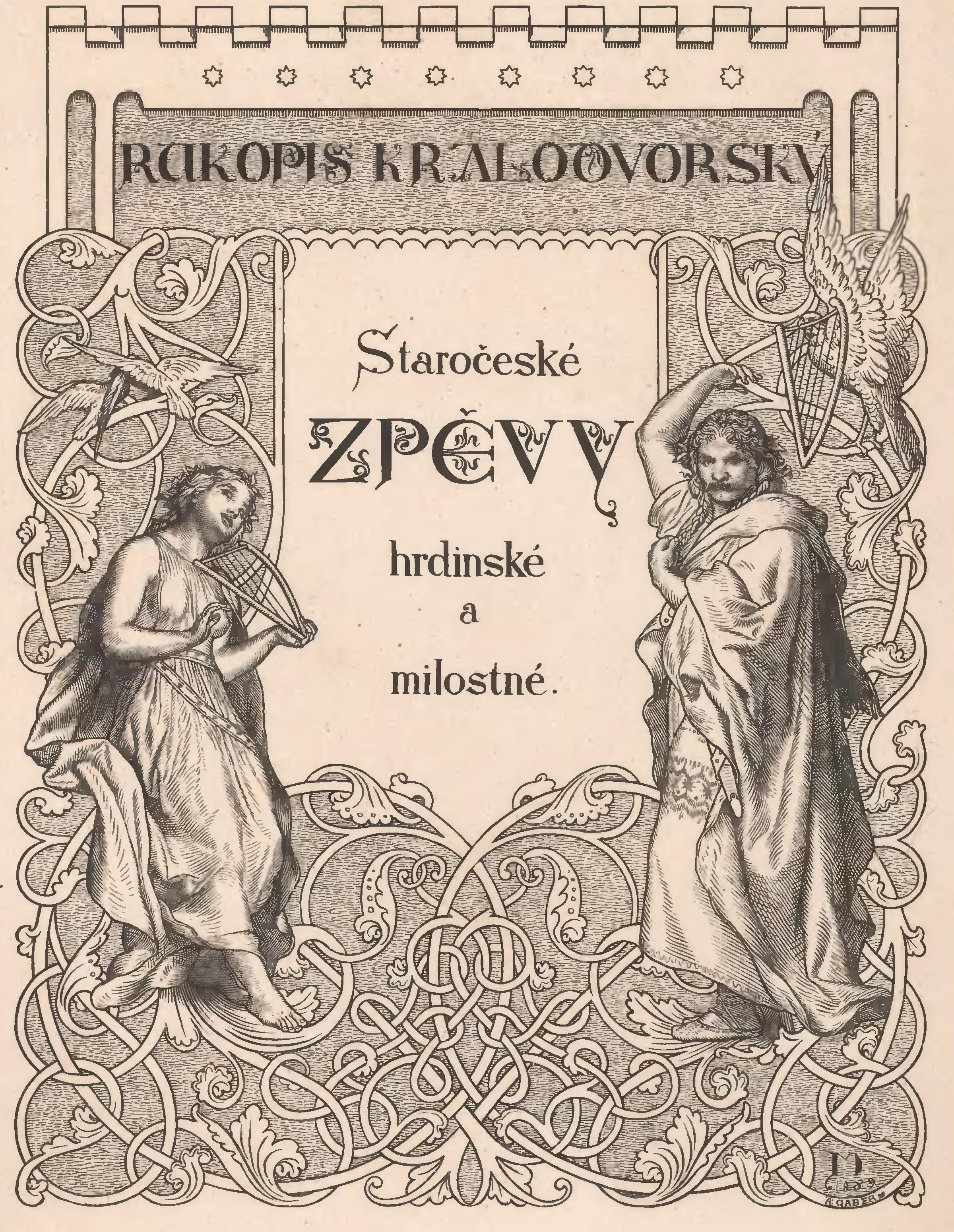
Иллюстрации к «Старочешским песням»
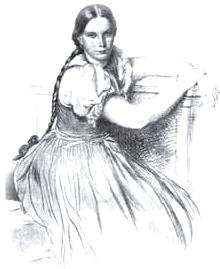
Эскиз

## В кинематографе
- Палитра любви / Paleta lásky — чехословацкий фильм-биография 1977 года о жизни и творчестве художника, роль Йозефа Манеса исполнил актёр Петр Костка.